# Brachiolejeunea leiboldiana
Brachiolejeunea leiboldiana là một loài Rêu trong họ Lejeuneaceae. Loài này được (Lindenb. & Gottsche) Schiffner mô tả khoa học đầu tiên năm 1894.